# Distretto di Ludhiana
Il distretto di Ludhiana è un distretto del Punjab, in India, di 3 030 352 abitanti. È situato nella divisione di Patiala e il suo capoluogo è Ludhiana.